# Prvenstvo Anglije 1966
Prvenstvo Anglije 1966 v tenisu.

## Moški posamično
Manolo Santana :  Dennis Ralston, 6-4, 11-9, 6-4

## Ženske posamično
Billie Jean King :  Maria Bueno, 6-3, 3-6, 6-1

## Moške dvojice
Ken Fletcher /  John Newcombe :  William Bowrey /  Owen Davidson, 6–3, 6–4, 3–6, 6–3

## Ženske dvojice
Maria Bueno /  Nancy Richey :  Margaret Smith Court /  Judy Tegart Dalton, 6–3, 4–6, 6–4

## Mešane dvojice
Margaret Smith Court  /  Ken Fletcher :  Billie Jean King /  Dennis Ralston, 4–6, 6–3, 6–3